# Pinkas Braun
Pour l’article homonyme, voir Braun.
Pinkas Braun est un acteur et metteur en scène suisse, né le 7 janvier 1923 à Zurich en Suisse et mort le 24 juin 2008 à Munich en Allemagne.

## Biographie et carrière
Pinkas Braun reçoit sa formation d'acteur au Schauspielhaus de Zürich où il est engagé de 1948 à 1956. Il apprend le métier de réalisateur auprès de Bertolt Brecht, notamment pour la pièce Maître Puntila et son valet Matti à Zurich en 1948. Il joue ensuite dans des théâtres en Autriche, en Allemagne et en Israël.
Il est principalement connu en France pour son rôle de Gabrielli, successeur mondain du bouillant Commissaire Faivre (interprété par François Maistre) à la tête des Brigades Mobiles dans les deux dernières saisons de la série Les Brigades du Tigre, coproduite par Antenne 2 et Télécip de 1981 à 1983 avec Jean-Claude Bouillon, Pierre Maguelon et Jean-Paul Tribout dans les rôles du commissaire Valentin et des inspecteurs Terrasson et Pujol, mais aussi dans le rôle de Monsieur Nash dans la comédie Tout feu, tout flamme de Jean-Paul Rappeneau (1981), aux côtés d'Yves Montand et d'Isabelle Adjani et, enfin, dans celui de Joseph Katz dans K de Alexandre Arcady (1997), avec Patrick Bruel et Marthe Keller.
Il tient de nombreux rôles dans plus de 120 jeux et séries télévisées plus ou moins connues sur le plan international, notons par exemple deux épisodes de la série policière Derrick  et Duo de Maîtres (2003).
Il prête sa voix pour des livres audio et des pièces radiophoniques. Il incarne notamment William de Baskerville dans Le Nom de la Rose de Jean-Jacques Arnaud d’après l’oeuvre d’Umberto Eco.
En 2003, il joue son dernier rôle dans l'épisode Botschaft aus dem Grab de la série Adelheid und ihre Mörder aux côtés d'Evelyn Hamann.
En plus de sa carrière d'acteur, il a traduit des pièces de théâtre en allemand. De 1959 aux années 1980, il est le traducteur exclusif des œuvres d'Edward Albee. Les traductions ont été publiées par S. Fischer Verlag.

## Filmographie

### Films
- 1961 : Le Miracle du père Malachias (Das Wunder des Malachias) de Bernhard Wicki
- 1962 : L'Orchidée rouge d'Helmuth Ashley
- 1962 : La Porte aux sept serrures d'Alfred Vohrer
- 1964 : Toujours au-delà d'Alfred Vohrer
- 1964 : La Môme aux dollars (Einer frißt den anderen) de Ray Nazarro
- 1964 : Le Hibou chasse la nuit de Werner Klingler
- 1965 : Les Aigles noirs de Santa Fé de Ernst Hofbauer
- 1966 : Le Bossu de Londres d'Alfred Vohrer
- 1967 : Mission Stardust de Primo Zeglio
- 1968 : La Vengeance du scorpion d'or d'Alfred Vohrer
- 1979 : Liés par le sang de Terence Young
- 1981 : L'Ombre rouge de Jean-Louis Comolli
- 1982 : Tout feu, tout flamme de Jean-Paul Rappeneau
- 1984 : Les Cavaliers de l'orage de Gérard Vergez
- 1991 : Anna Göldin, la dernière sorcière de Gertrud Pinkus
- 1997 : K d'Alexandre Arcady

### Séries télévisées
- 1967 : Der Tod läuft hinterher de Wolfgang Becker
- 1973 : Molière pour rire et pour pleurer de Marcel Camus (Feuilleton TV)
- 1976 : Inspecteur Derrick (épisode Calcutta)
- 1980 : Les Mystères de Paris d'André Michel
- 1986 : Inspecteur Derrick : (épisode Licenciement (Entlassen Sie diesen Mann nicht!)
- 1981-1983 : Les Brigades du Tigre : Monsieur Gabrielli (saisons 5 et 6)
- 2003 : Duo de maîtres (épisode Ein unmoralisches Angebot)
- 2003 : Adelheid und ihre Mörder (épisode Botschaft aus dem Grab)